# Таял
«Таял» — совместный проект лидера группы «АукцЫон» Леонида Фёдорова и контрабасиста Владимира Волкова, восьмая сольная работа Фёдорова. В оформлении обложки альбома был использован фрагмент фрески Джотто «Св. Франциск Ассизский». Диск был назван лучшей русской пластинкой 2005 года по версии журнала «Афиша». Песни "Таял 1" и "Таял 2" стали визитной карточкой сольного творчества Леонида Фёдорова (часто исполняются и вызывает отклик у зрителей). Каверы на эти песни, в своё время, исполняли: Дора и Сергей Сироткин.
Презентация альбома состоялась 2 апреля 2005 года в Московском Центральном доме художника.

## Список композиций
1. Титры 1(1:30)
2. Бен Ладен (6:19)
3. Полька Кого (1:32)
4. Таял 1 (3:06)
5. Последняя видимость (3:47)
6. Отец (0:32)
7. Холода (4:27)
8. Дребезжать (3:31)
9. Полька (0:56)
10. Франциск (8:29)
11. Титры 2 (0:52)
12. Таял 2 (4:25)

## Участники
Музыка: Владимир Волков, Леонид Фёдоров, Владимир Мартынов.
Стихи: А. Волохонский, Д. Озерский, А. Смуров и А. Молев
Исполнение:
- Владимир Волков — контрабас, синтезатор, фортепьяно, перкуссия, вокал
- Леонид Фёдоров — вокал, гитара, перкуссия, синтезатор
- Ансамбль OPUS POSTH под управлением Татьяны Гринденко.
- Хор "СИРИН" под управлением Андрея Котова
- Сергей Щураков (аккордеон)